# Internacional de Federacions Anarquistes
La Internacional de Federacions Anarquistes (IFA) o anarchistes Internationale des Federacions (IFA) va ser fundada a la conferència internacional d'anarquistes a Carrara el 1968 per part de les tres federacions ja existents a França, Itàlia i Espanya així com la federació búlgara havia llavors a l'exili a França.
La IAF treballa amb altres grups anarquistes, com l'Associació Internacional de Treballadors (IWA-AIT) una sindicat anarquista internacional.
Els principis en què la IFA treballa són el federalisme, l'auto-organització i l'ajuda mútua. Per a guarir la coordinació i la comunicació dins d'IFA, hi ha un secretariat internacional, que gira de manera informal entre les diferents federacions nacionals (com és el grup d'Anglès). Moltes federacions tenen una publicació periòdica.

## Primera Conferència
La reunió de Carrara, va ser un resultat directe del Congrés de Londres, 25 Juliol - 1 Agost de 1958, la primera des del final de la Segona Guerra Mundial en el moviment anarquista internacional sobre una base àmplia per tornar una mica d'impuls i per això va créixer la demanda de crear una organització anarquista internacional. Els activistes, que es van reunir a la Conferència de Londres, es va acordar que "la Internacional Anarquista i el seu origen en la voluntat de les activitats internacionals dels anarquistes, com es va manifestar el 1907 a Amsterdam i ha estat confirmada des de llavors. El Congrés de la Internacional Anarquista és el lloc i l'esdeveniment, que participa en el moviment. Ell és el seu mitjà d'expressió d'urgència ". Mateix temps, la importància del treball regular, reconegut com una condició necessària per al desenvolupament de l'acció anarquista organitzat i, per tant, una "Comissió Internacional Anarquista mantenir / CAI", amb la missió dels contactes entre les organitzacions anarquistes en el període comprès entre els congressos, fundada.
El moviment de la tan esperada conferència de Carrara va ser l'avanç decisiu dels esforços que havia començat a Londres i han seguit de manera constant des de llavors, tot i els nombrosos obstacles. Se va trobar - poc després del Maig del 68 - al mateix temps, que va ser un punt alt històric de la lluita social. En aquesta atmosfera, que va succeir a una reunió de les diferents generacions d'activistes, dels combatents supervivents de la revolució espanyola, els combatents de la resistència contra el feixisme i el nazisme a la joventut rebel de les barricades de 1968.
Per primera vegada des del feixisme i el nazisme a l'evolució democràtica a Europa al segle 20 havia posat fi temporalment, va entrar al Congrés de nou a una comparació i una anàlisi crítica de la perspectiva revolucionària que havia estat plantejada pel salari dels treballadors i estudiants. A la mà una, la crítica va ser reiterada en el marxisme i la il·lusió que va rebutjar el marxisme llibertari, confirmada al costat d'altres, la idea de la importància del treball com el moment central d'una lluita contra la revolució autoritària. Acompanyant aquest procés de debat teòric establert les bases per a una organització internacional permanent.
Mantenir el treball i continuar els vincles internacionals amb un constant intercanvi d'informació, que també requereix la solidaritat internacional que siga possible, i d'això s'encarrega la "Comissió de Relacions de l'Internationale des anarquista Fédératons / CRIF" (Català: Comissió de Relacions Internacionals de les federacions anarquistes).

## Membres
| Estat                                          | Nom                                                                                | Acrònim   | Publicacions                                      | Enllaç web                                    |
| ---------------------------------------------- | ---------------------------------------------------------------------------------- | --------- | ------------------------------------------------- | --------------------------------------------- |
| Argentina                                      | Federació Llibertària Argentina                                                    | FLA       | El Libertario                                     | Website                                       |
| Belarus                                        | Federació Anarquista de Belarus (Фэдэрацыі анархістаў Беларусі)                    | ФАБ / FAB | ---                                               | Website Arxivat 2010-03-23 a Wayback Machine. |
| Bulgaria                                       | Federació d'Anarquistes a Bulgària (Федерация на анархистите в България)           | ФАБ / FAB | ---                                               | Website                                       |
| Czech Republic · Slovakia                      | Anarchistická federace (Anarchistická Federácia)                                   | AF        | Existence, Klíčení, Zdola i A3                    | Website                                       |
| France · Belgium · French-speaking Switzerland | Federació Anarquista (Fédération Anarchiste)                                       | FA / FAF  | Le Monde libertaire                               | Website                                       |
| Germany · German-speaking Switzerland          | Fòrum d'Anarquistes Germanoparlants (Föderation Deutschsprachiger AnarchistInnen)  | FdA       | Gǎi Dào                                           | Website                                       |
| Italy                                          | Federació Anarquista Italiana (Federazione Anarchica Italiana)                     | FAI       | Umanità Nova                                      | Website                                       |
| Spain · Portugal a                             | Federació Anarquista Ibèrica                                                       | FAI       | Tierra y Libertad                                 | Website                                       |
| United Kingdom · Ireland                       | Anarchist Federation                                                               | AF / AFed | Organise! and Resistance                          | Website                                       |
| Slovenia · Croatia                             | Federació per l'Organització Anarquista (Federacija za anarhistično organiziranje) | FAO       | Avtonomija, Anarhistka, Stavka and Društvo otpora | Website                                       |

a.^ Encara que la FAI és tècnicament una organització ibèrica (de la península Ibèrica), no té membres ni a Portugal ni a Andorra.